# Bruceploitation

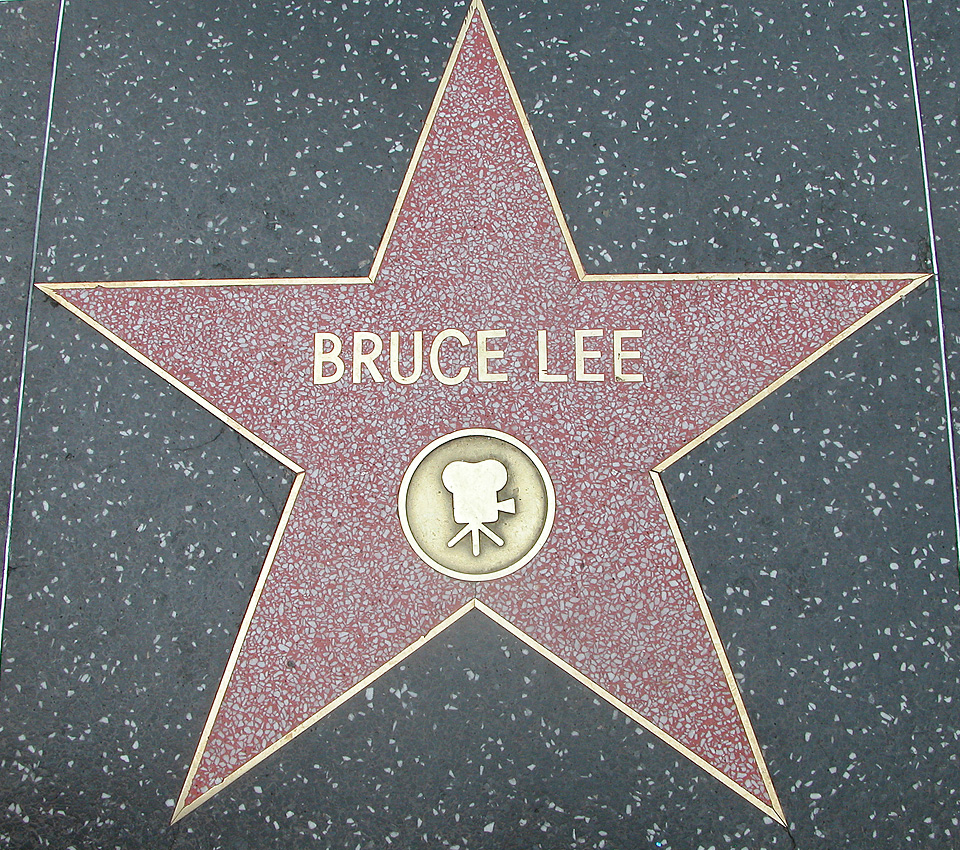
L'étoile de Bruce Lee sur le Walk of Fame d'Hollywood.

La Bruceploitation est un sous-genre cinématographique désignant des films de kung-fu à petit budget de la fin des années 1970 qui profitent de la célébrité de Bruce Lee, mort subitement en 1973, en utilisant des sosies. Cette mode ne prend fin qu'avec l'émergence de Jackie Chan comme nouveau roi des films d'action.

## Histoire
Au moment de sa mort le 20 juillet 1973, et surtout apres, Bruce Lee est l'acteur d'arts martiaux le plus célèbre de Hong Kong. 
Tandis qu'Opération Dragon connaît le succès dans le monde entier, de nombreux studios de Hong Kong commencent à craindre qu'un film sans leur acteur vedette n'ait pas de succès financier. Ainsi, certains décident de jouer sur la soudaine renommée internationale de Lee en produisant des films ressemblant vaguement à ceux de Bruce Lee, avec des acteurs ressemblant au « petit dragon » - changeant leurs pseudonymes pour ressembler à « Bruce Lee », comme Bruce Li ou Bruce Le.
Dans ce que l'on peut qualifier de publicité mensongère, certains de ces films sont faussement annoncés comme de « véritables films » de Bruce Lee. Cette tactique connaît beaucoup de succès au milieu des années 1970 lorsque les premiers films de Bruce Lee, tels que La Fureur de vaincre ou The Big Boss, sortent dans les cinémas « chinois » des États-Unis après la mort de Lee, souvent avec des titres alternatifs et confus.

## Acteurs
Après sa mort, de nombreux acteurs adoptent des noms d'artiste proches de celui de Bruce Lee. Bruce Li, Bronson Lee, Bruce Chen, Bruce Lai (en), Bruce Le, Bruce Lei, Bruce Lie, Bruce Liang, Saro Lee, Bruce Ly, Bruce Thai, Bruce K.L. Lea, Brute Lee, Myron Bruce Lee, Lee Bruce, et Dragon Lee sont embauchés par les studios pour jouer des rôles ressemblant à ceux de Lee.
Jackie Chan, qui commence sa carrière au cinéma comme figurant et cascadeur dans plusieurs films de Bruce Lee, assume également des rôles où il est présenté comme le prochain Bruce Lee, comme dans La Nouvelle Fureur de vaincre (1976). Mais ce n'est qu'en faisant des films comiques pour un autre studio qu'il réussit à connaître le succès au box-office.
En 2001, l'acteur Danny Chan Kwok Kwan porte le costume jaune à rayures noires de Lee dans la comédie cantonaise Shaolin Soccer. Sa ressemblance avec Bruce Lee lui vaut ensuite d'être choisi pour interpréter l'ancienne vedette dans la série TV La Légende de Bruce Lee de 50 épisodes. Ce dernier rejoue le rôle de Bruce dans Ip Man 3 et 4.

## Cinéma et télévision
Certains de ces films, comme Re-Enter the Dragon, Enter Three Dragons (en), Return of Bruce, Enter Another Dragon, Return of the Fists of Fury ou Enter the Game of Death (en), reprennent le style des classiques de Bruce Lee. Tandis que d'autres racontent l'histoire de sa vie et de ses mystères, tels que Bruce Lee's Secret (en) (un remake comique avec Bruce Li à San Francisco qui défend les immigrants chinois contre les voyous), Exit the Dragon, Enter the Tiger (en) (où Bruce Lee demande à Bruce Li de le remplacer après sa mort), et Bruce's Fist of Vengeance (en).
D'autres films plus surprenants apparaissent comme The Clones of Bruce Lee (en) (dans lequel des clones de Bruce Lee sont créés par des scientifiques) ou La Résurrection du dragon (où Bruce Lee combat une pléthore d'adversaires en enfer comme James Bond et Dracula et trouve des alliés inattendus comme Popeye ou Kwai Chang Caine (en)). D'autres, comme Bruce Lee Fights Back from the Grave (en), mettent en vedette des imitateurs de Lee mais avec un scénario n'ayant rien à voir avec lui.
L'un des chorégraphes de combat de Lee, Sammo Hung, se moque du phénomène de la Bruceploitation dans son film de 1978, Enter the Fat Dragon. Elliott Hong (en) avec They Call Me Bruce? (en) se moque de cette mode chez tous les acteurs asiatiques (et par extension, les hommes asiatiques en général) à se vendre comme des types ressemblant à Bruce Lee pour réussir.

## BD
La bande-dessinée a également donné naissance à plusieurs personnages inspirés de Bruce Lee, notamment dans les mangas japonais. Dans Hokuto no Ken de Tetsuo Hara et Buronson, connu en Occident sous le titre de Ken le Survivant, le personnage principal, Kenshiro, est délibérément dessiné sur le modèle de Bruce Lee et Max Rockatansky du film Mad Max. Bien qu'il ressemble initialement à Lee dans les premiers chapitres du manga, ainsi qu'un peu à Mel Gibson, il devient plus proche de Gibson par la suite, tout en conservant toutes les manières inspirées de Lee, comme son style de combat et ses cris d'action. De plus, dans la préquelle de Hokuto no Ken, Sōten no ken, le personnage principal, Kenshiro Kasumi, l'oncle de Kenshiro, est également dessiné d'après le physique et les manières de Lee de la même façon que son neveu.
Dans Naruto de Masashi Kishimoto, les personnages de Gaï Maito et Rock Lee sont inspirés de Bruce Lee.

## Jeux vidéo
La compagnie Datasoft sort le jeu Bruce Lee en 1984. Dans EA Sports UFC, Bruce Lee est un personnage à débloquer. Le personnage de Fei Long dans Super Street Fighter II est également pensé comme un hommage à Bruce Lee. Beaucoup d'autres jeux vidéo ont des personnages inspirés de Lee, bien que cela soit rarement crédité. Ces personnages sont généralement repérables par leurs techniques de combat, leurs petits sauts sur place, leurs apparences physiques, leurs vêtements, et leurs cris dans l'action similaires à ceux de Lee.

## Fin de la tendance
La Bruceploitation ne s'achève que quand Jackie Chan se fait un nom avec le succès des comédies-kung-fu Le Chinois se déchaîne et Le Maître chinois. Ces films font de lui le « nouveau roi » du cinéma d'arts martiaux de Hong Kong. Un autre facteur de la fin de la Bruceploitation est le début d'une nouvelle ère pour la Shaw Brothers à la fin des années 1970 qui commence avec Cinq venins mortels (en). Malgré la fin de la mode, l'influence de Bruce Lee dans le cinéma d'action hongkongais reste forte mais les acteurs commencent à essayer de mettre en avant leurs propres personnalités et les films commencent à avoir une approche plus comique,.

## Renaissance
La Bruceploitation se poursuit aux États-Unis sous une autre forme depuis les années 1970. Des films comme Force-Five, Le Tigre rouge, et Le Dernier Dragon utilisent Bruce Lee comme accroche publicitaire, et le genre continue d'être une source d'exploration pour les amateurs du petit dragon. Fist of Fear, Touch of Death (en) raconte une histoire fictive de la vie de la vedette.
En mai 2010, Carl Jones publie Here Come the Kung Fu Clones qui se concentre sur l'un des sosies de Lee, Bruce Li, mais explore aussi les meilleurs et les pires acteurs et films auquel le genre a donné naissance.
Plus récemment l'ancien professeur de Bruce Lee, Ip Man, a soudainement gagné en popularité et est apparue une « Iploitation » en raison d'une constante production de divers films et téléfilms.